# سفر به خیر
«سفر به خیر» شعری است از محمّدرضا شفیعی کدکنی. این شعر با عبارت «به کجا چنین شتابان؟» آغاز می‌شود و گفتگویی میان «نسیم» و «گون» است. این شعر در در کوچه‌باغ‌های نشابور (۱۳۵۰) منتشر شد.

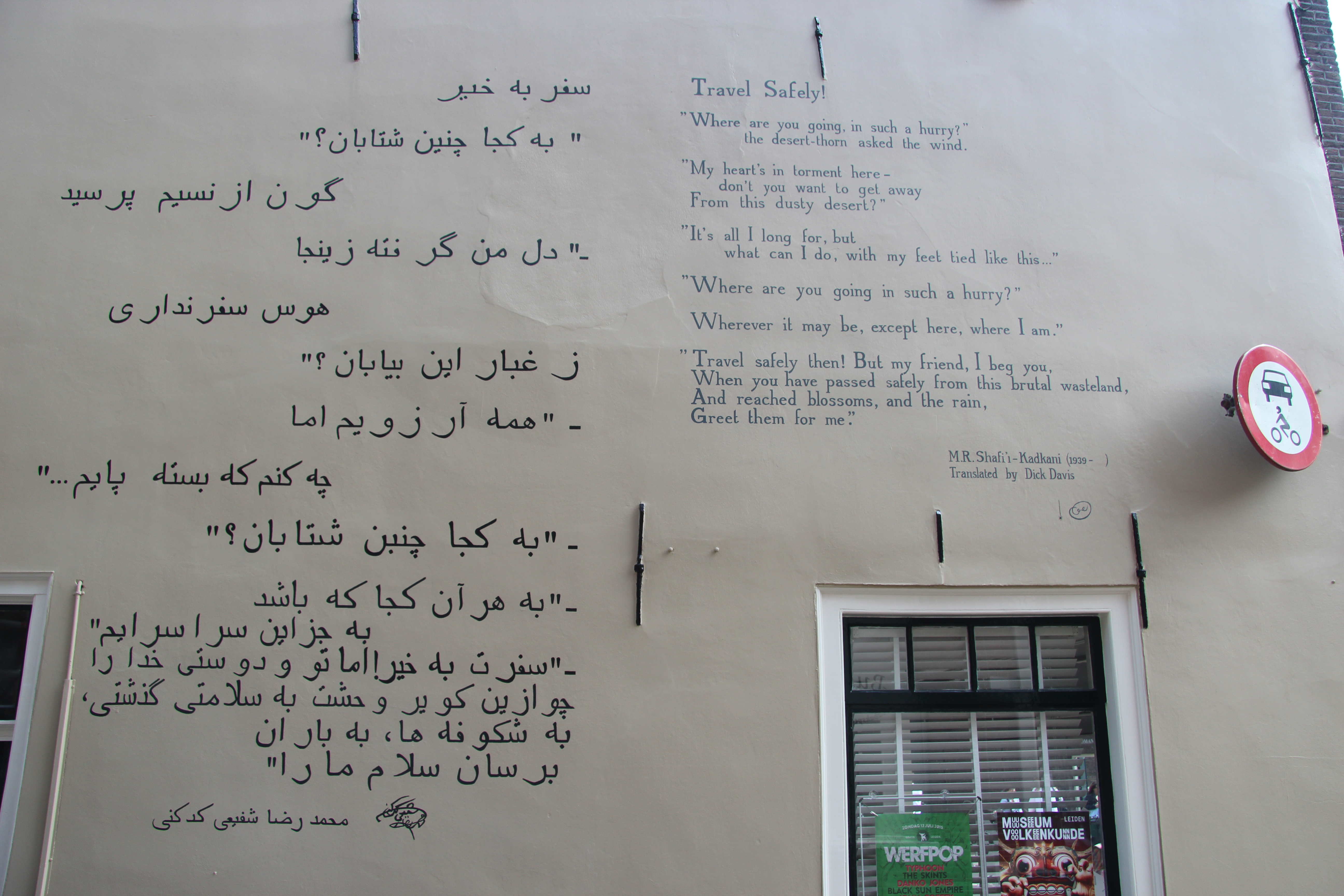
«سفر به خیر» بر دیواری در لیدن

## نقد
از نظر محمدجعفر یاحقی همهٔ ویژگی‌های متمایزکنندهٔ شعر شفیعی کدکنی در این شعر حضور دارند، از جمله ۱. گرایش به سنت‌ها ۲. وفاداری به وزن و موسیقی ۳. تأثیرپذیری از نیما یوشیج و مهدی اخوان ثالث و ۴. انعکاس محیط طبیعی خراسان.